# Ernest Charton
Pour les articles homonymes, voir Charton.
Ernest Marc Jules Charton Thiessen de Treville, plus connu sous le nom d'Ernest Charton, né en à Sens le 22 mars 1816 et mort à Buenos Aires le 7 décembre 1877, est un peintre et graveur français.
Réputé en Amérique latine, plus spécifiquement en Argentine, au Chili et en Équateur, son œuvre s'inspire du costumbrisme réaliste. Il est aussi connu pour ses portraits et ses paysages.

## Biographie
Ernest Charton étudie aux Beaux-Arts de Paris. Descendant d’une famille d’artistes, et passionné de voyage, il embarque en 1843 pour le Chili avec son épouse Isabel Lagremoire et ses trois enfants, María, Julio et Margarita. Il réalise toute sa carrière en Amérique latine, où il gagne sa vie en tant que portraitiste. La famille s’installe à Valparaiso, puis déménage à Santiago en 1848.
Artiste voyageur, Charton entreprend un nouveau voyage pour la Californie en 1848. Pendant ce voyage, le bateau est attaqué par des pirates et les passagers sont abandonnés dans les îles Galápagos, en Équateur. Charton y écrit un petit journal personnel. Les passagers du bateau sont finalement sauvés et transférés à Guayaquil, en Équateur, mais Charton a perdu ses peintures.
Ernest Charton arrive à Guayaquil en mars 1849 et y contacte un ami français, nommé Sicouret. Grâce à lui et un autre ami argentin, Charton recommence à peindre et retourne en France avec sa famille. Charton se rend une nouvelle fois au Chili en 1855 où il connaîtra la notoriété.   
En 1862, l’artiste retourne à Quito et, avec l’appui de ses amis et du Conseil français, il devient professeur de dessin et de peinture à l’université de Quito. Il crée le lycée de la Peinture à Quito et devient une référence artistique pour l’histoire de l’art équatorien. Son art influencera des artistes équatoriens comme Rafael Salas, Luis Cadena ou Joaquín Pinto (es).
En 1870, au Chili, Ernest Charton part pour Buenos Aires, en Argentine. Il traverse la cordillère des Andes, qu’il peindra dans sa Vue de la Cordillère des Andes (Buenos Aires, musée national des Beaux-Arts).
Il meurt à Buenos Aires le 7 décembre 1877.

## Œuvre
Ernest Charton et un portraitiste, un paysagiste et un peintre des coutumes les plus typiques et exotiques des pays qu’il a traversés au cours de sa vie. Il peint à l'aquarelle et à l’huile. Il a été influencé par Alexander Von Humboldt, qui a lui-même peint les paysages et les traditions quotidiennes des sociétés du continent latino-américain.
Charton est aussi graveur et réalise des vues panoramiques.
Outre la Vue de la cordillère des Andes,, ses paysages les plus connus sont le Paysage de Guayaquil (1849), Cotopaxi (1862), la Baie de Valparaiso, ou Rodéo au Chili.

Œuvres d'Ernest Charton
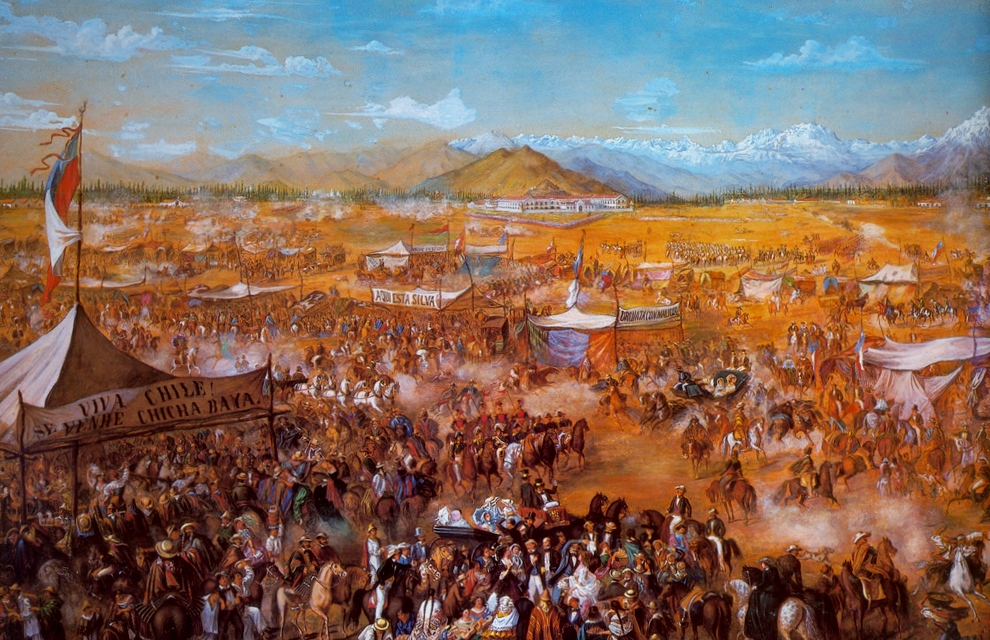
Le 18 septembre sur le champ de Mars (1845), Museo del Carmen de Maipú (en).
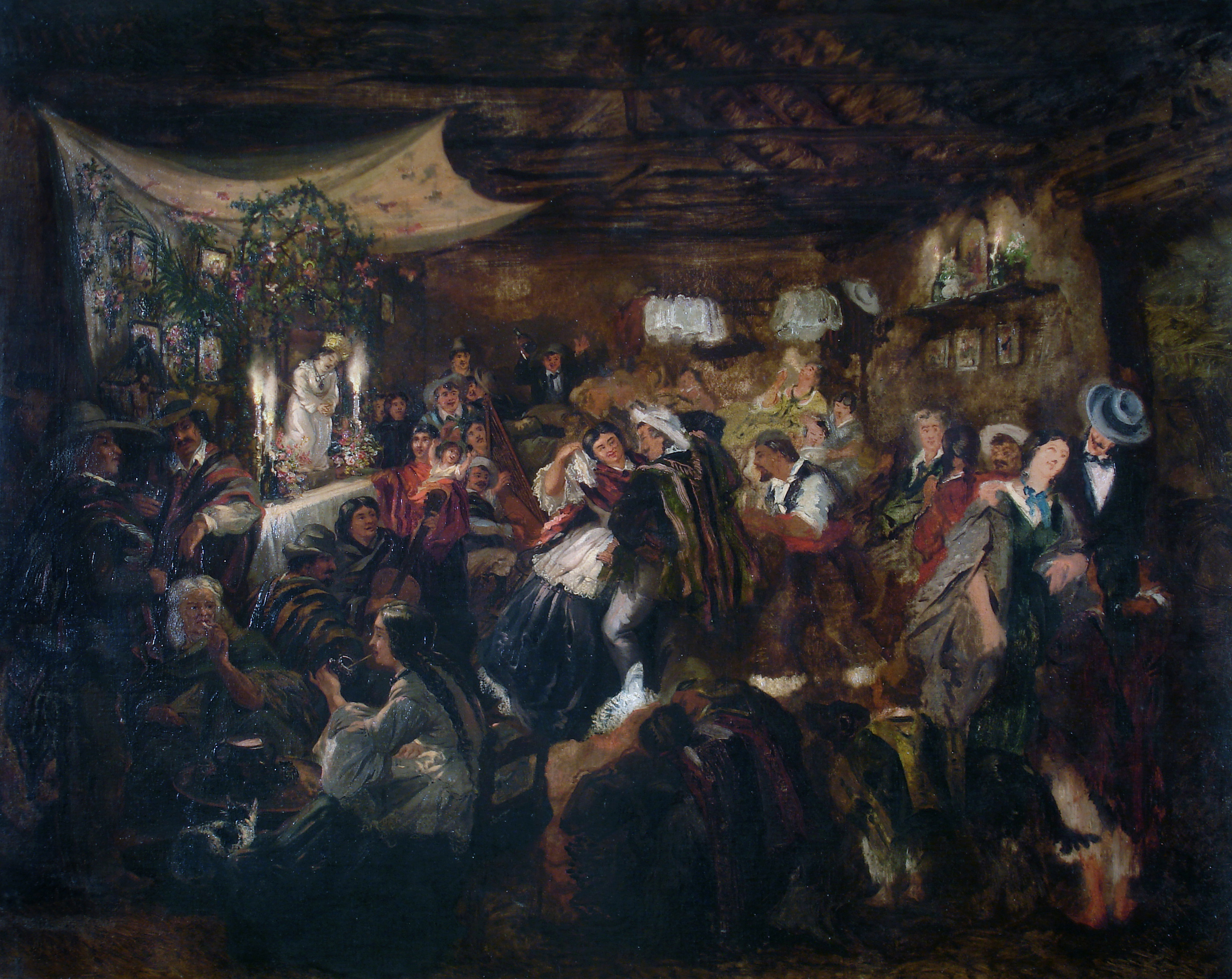
Le Réveil du petit ange, coutume chilienne populaire (1848), Buenos Aires, musée national des Beaux-Arts.
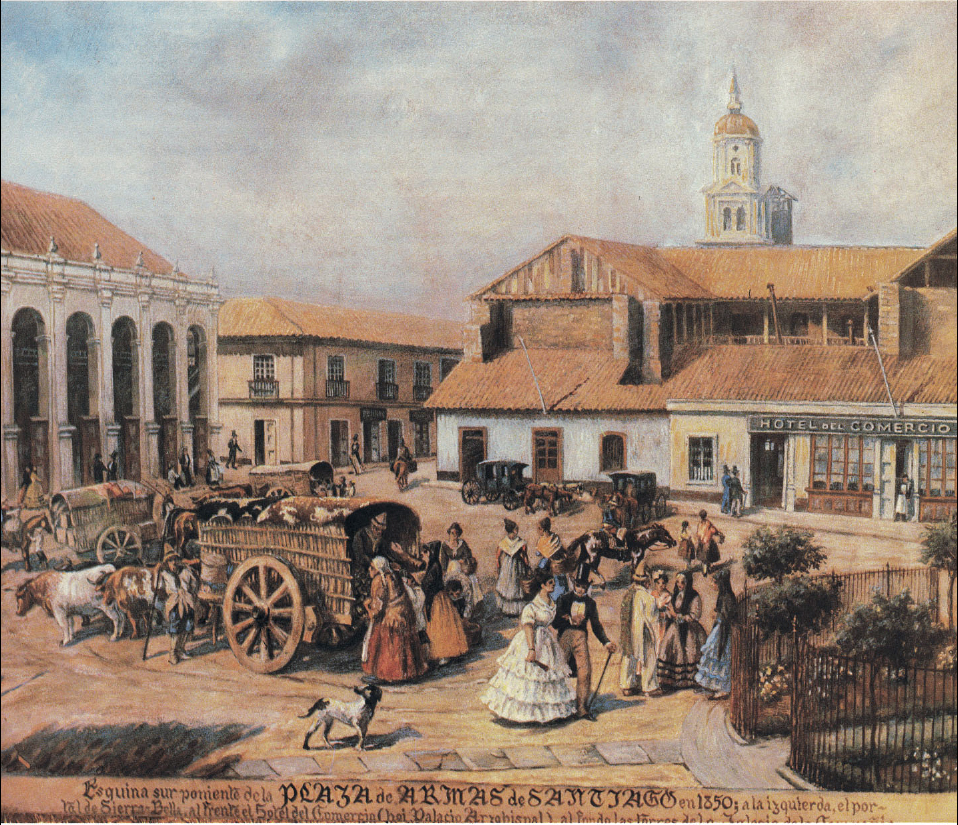
Plac d'Armes de Santiago (1850), Santiago, musée national des Beaux-Arts.
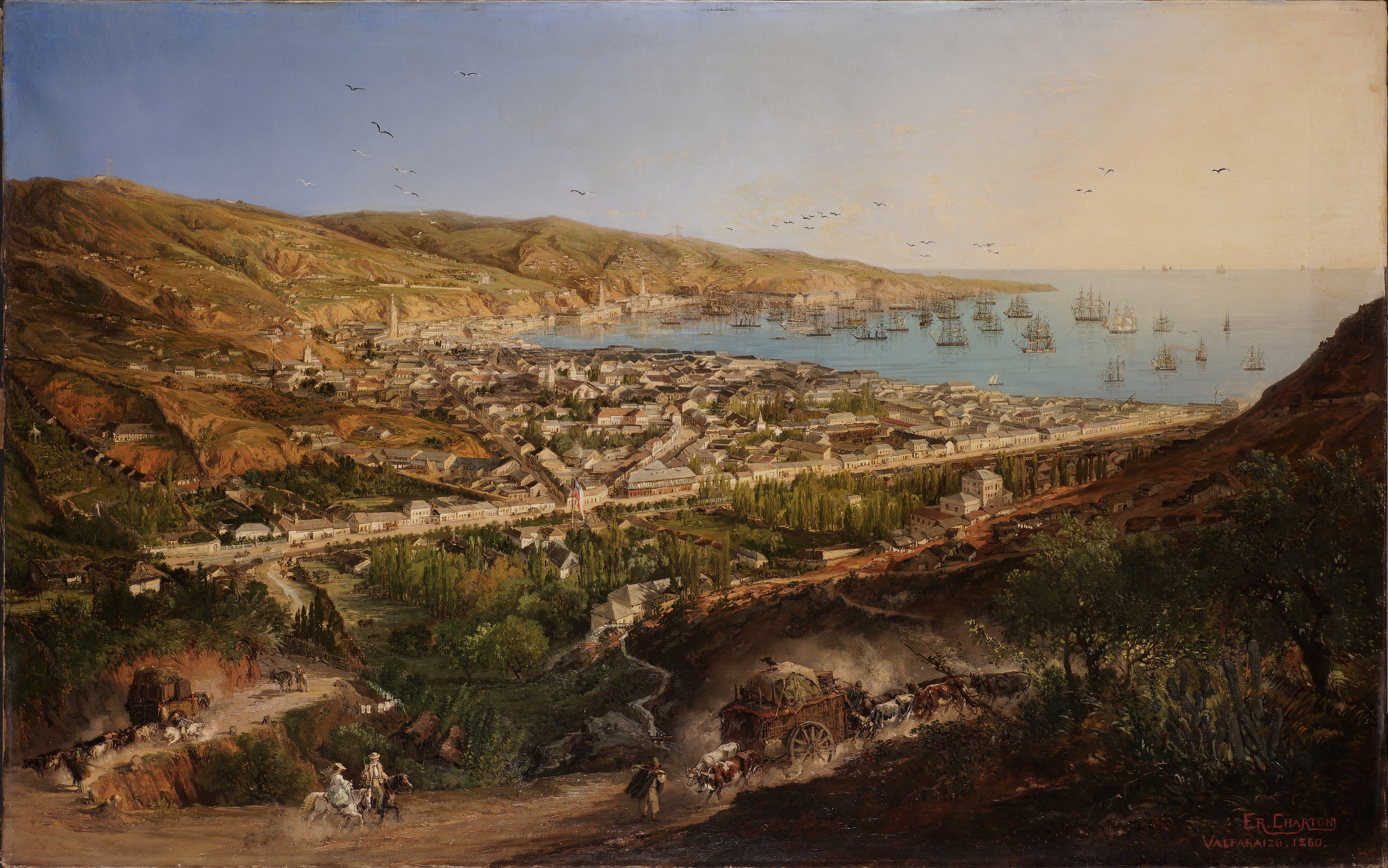
Panorama de la ville de Valparaíso, Chili (1860), collection particulière.
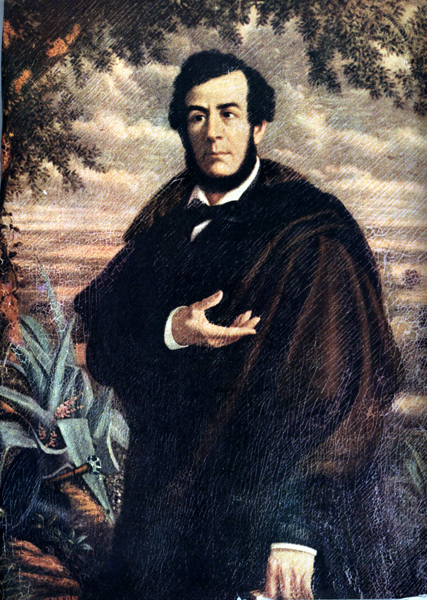
Esteban Echeverría (1874), Buenos Aires, Faculté de philosophie et des lettres (es).
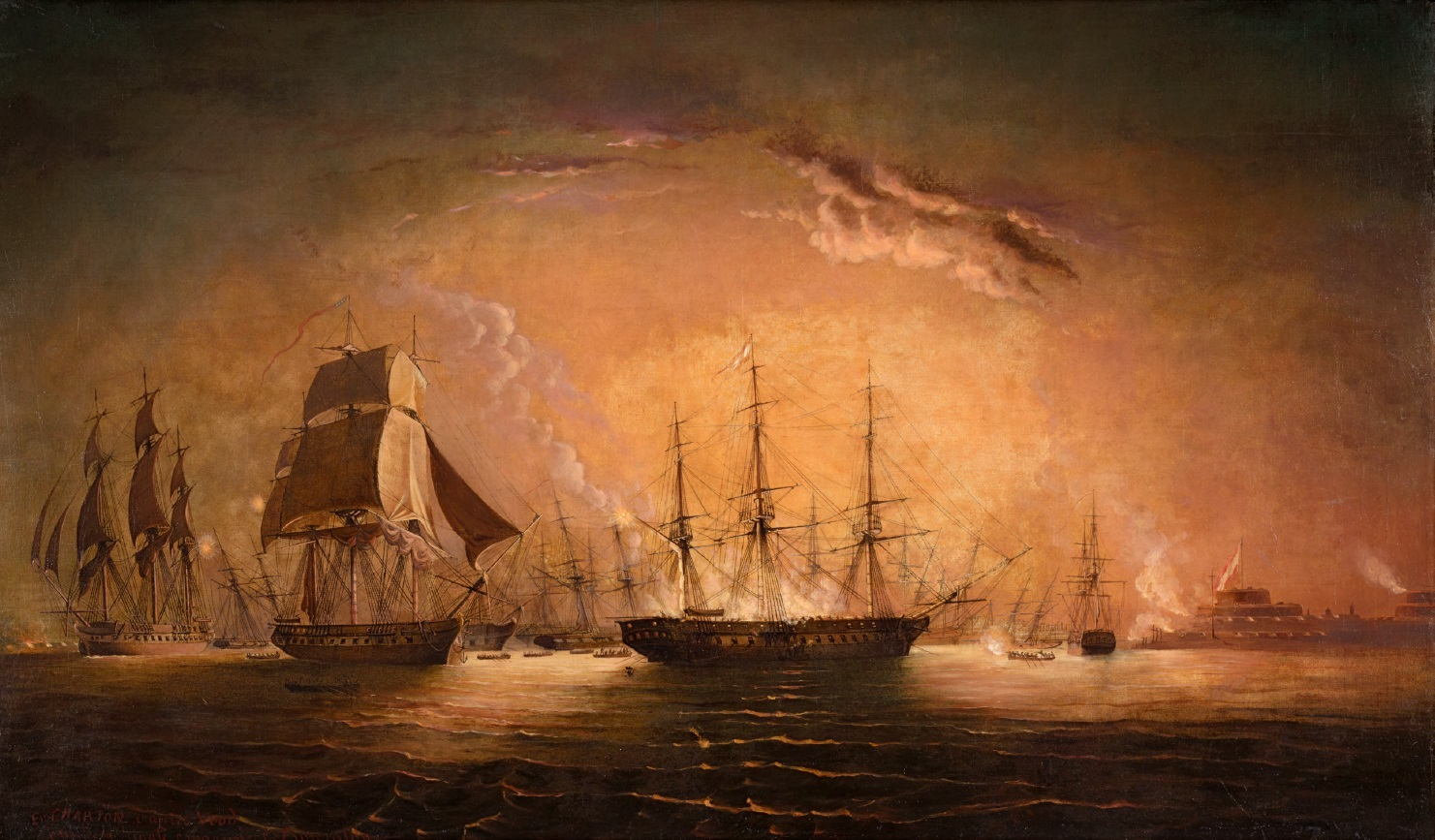
La Prise de la “Esmeralda”, Santiago, Collections de la Banque du Chili.